# Messapus martini
Messapus martini là một loài nhện trong họ Corinnidae.
Loài này thuộc chi Messapus. Messapus martini được Eugène Simon miêu tả năm 1898.